# 卡勒·约翰松
卡勒·约翰松（瑞典語：Calle Johansson，1967年2月14日—），瑞典男子冰球运动员，场上位置是后卫。他曾代表瑞典国家队参加1998年冬季奥林匹克运动会冰球比赛，获得第5名。